# Yaguate (kommun)
Yaguate är en kommun i Dominikanska republiken.   Den ligger i provinsen San Cristóbal, i den sydöstra delen av landet, 28 km sydväst om huvudstaden Santo Domingo. Antalet invånare 
i kommunen är cirka 42 000.